# Pol·linització

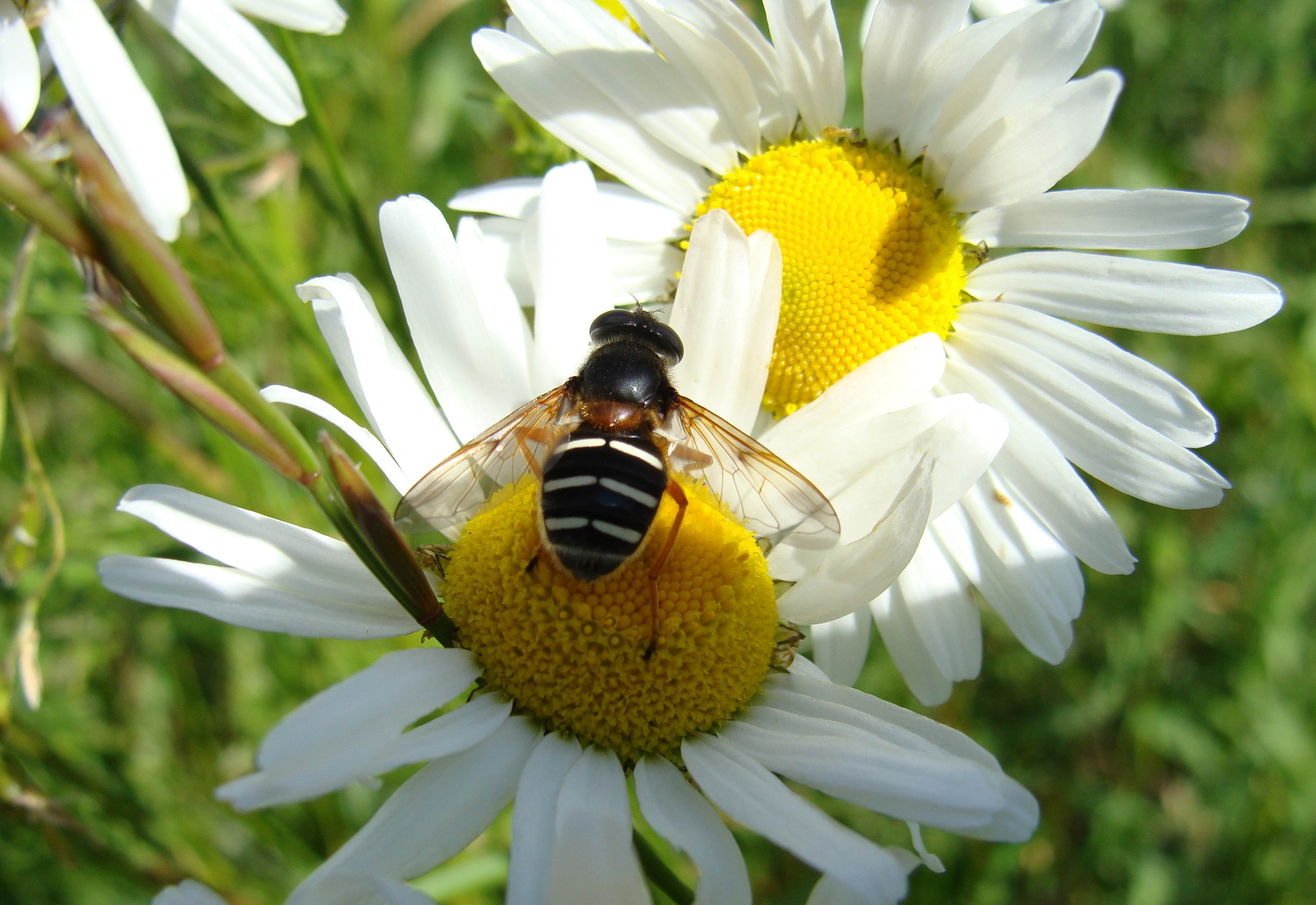
Pol·linització

La pol·linització és un servei de l'ecosistema que consisteix en el transport del gra de pol·len que es correspon amb la micròspora des del sac pol·línic de l'estam fins a l'estigma (en les angiospermes), o fins al micròpil (en les gimnospermes) on finalment germinarà. Es tracta, per tant, d'un pas important en la reproducció de les plantes amb llavors, de manera que els diversos grups d'espermatòfits han adquirit evolutivament mecanismes de pol·linització complexos i molt eficients.
Unes 308.000 espècies de plantes (87,5% de les angiospermes) depenen de la pollinització per a la seva supervivència.

## Història
800 anys aC els antics assiris ja sabien que calia que el pol·len passés dels òrgans masculins de la flor als femenins perquè les plantes donessin fruit, especialment s'aplicava al cas de les palmeres datileres que són plantes dioiques amb peus mascle i femelles separats.

## Mecanismes de la pol·linització

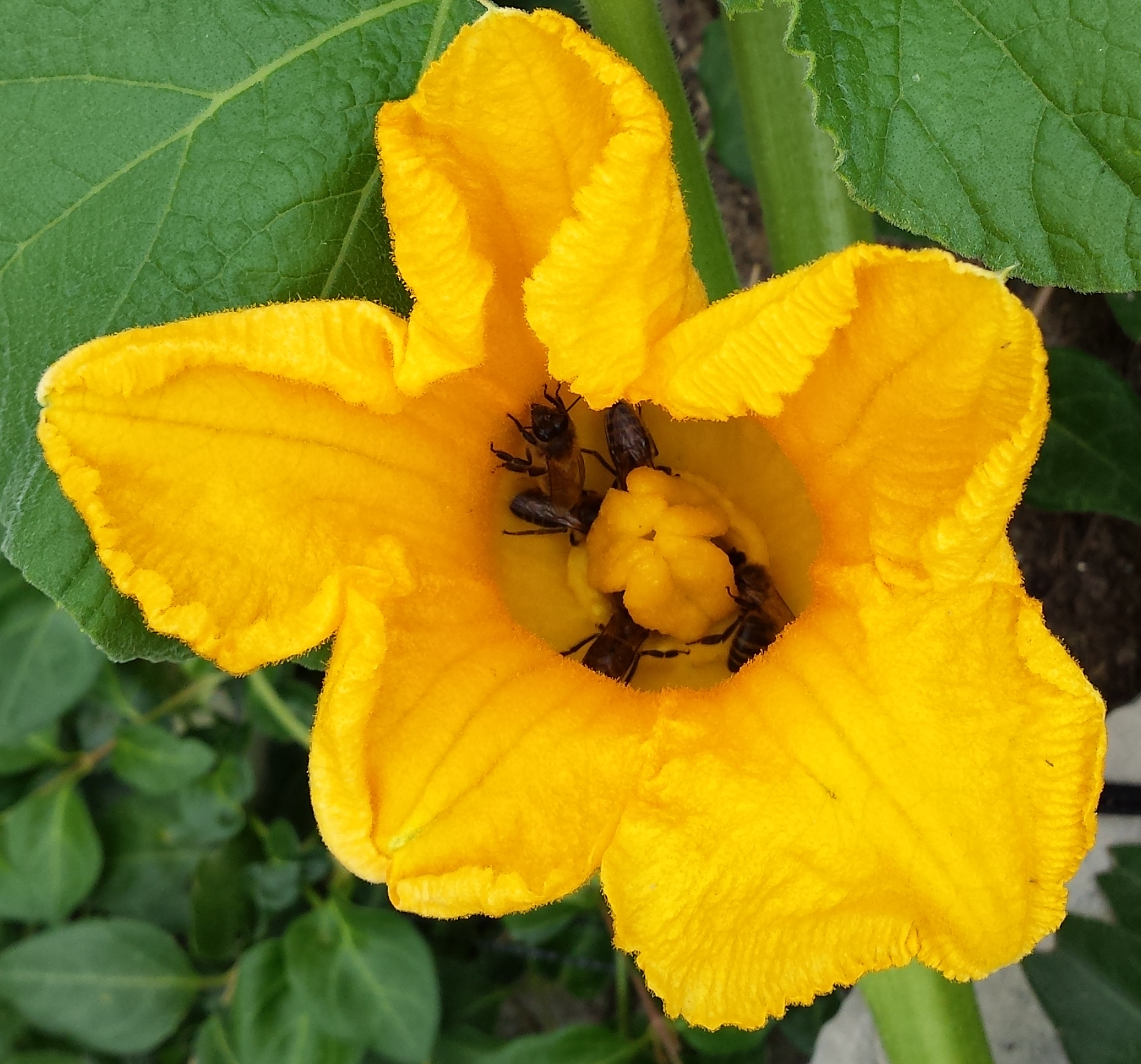
Les carbasseres són plantes monoiques i la pol·linització és anemòfila. En aquesta imatge, abelles i borinots sobre una flor femella de carbassera (Cucurbita maxima)

Els grans de pol·len no germinen si no és en un lloc de la planta que els ha engendrat o d'una altra de la mateixa espècie –o d'espècie semblant excepcionalment– i aquest lloc, en les angiospermes, és l'estigma. La pol·linització és un fet notable per a la planta, no sols com a precursora de la fecundació, sinó també perquè estimula una part tan important de la flor com és l'ovari a continuar un desenvolupament que, altrament, acabaria.
A voltes, es dona el fenomen de l'autogàmia que consisteix en l'encreuament de cèl·lules sexuals provinents de gametòfits originats d'un mateix esporòfit. Així, l'autogàmia té lloc quan una flor es pol·linitza amb el seu mateix pol·len (autopol·linització). Quan hi ha pol·linització d'una flor per una altra flor del mateix individu, es parla de geitonogàmia, i quan el pol·len prové d'una flor d'un altre individu (pol·linització encreuada), el resultat és el fenomen de l'al·logàmia. En termes generals, l’autogàmia és més favorable que l’al·logàmia pel que fa a la genètica de poblacions. Amb tot, en alguns casos molt concrets (plantes d’ambients especialment pobres
en fauna pol·linitzadora), la mateixa biologia floral afavoreix l’autogàmia, davant la possibilitat de manca de reproducció i, en conseqüència, de supervivència de l'espècie.

## Autopol·linització
S'anomena autopol·linització al mecanisme pel qual es produeix la pol·linització mitjançant el pol·len de la mateixa flor. Aquest fet, tot i que rar, sol donar-se en plantes d'ambients inhòspits com l'alta muntanya on les condicions meteorològiques poden fer que els pol·linitzadors siguin poc nombrosos. També és freqüent en aquelles males herbes que colonitzen ràpidament un determinat nínxol biològic. Anatòmicament l'autopol·linització es produeix mitjançant el creixement dels estams vers els estigmes, o a l’inrevés, fins a tocar-se essent freqüent en algunes compostes liguliflores i algunes espècies de liliàcies. Un cas ben extrem és el fenomen de la clistogàmia on les flors no s’arriben ni tan sols a obrir i s’autopol·linitzen. Presenten clistogàmia algunes plantes, de manera complementària a les flors casmògames (aquelles que s'obren per ser pol·linitzades), per tal d'assegurar la viabilitat amb la producció d'un mínim de llavors, (per exemple en algunes espècies del gènere Vicia) o només en cas que hagi fallat la pol·linització normal (flors tardorals de Viola).

### Mecanismes que dificulten l’autopol·linització
Generalment en les angiospermes es deu a la incompatibilitat genètico-fisiològica entre el tub pol·línic i l'estil. Això implica el rebuig del pol·len o el creixement més lent dels tubs pol·línics en pistils de la mateixa planta. Sembla estar controlat per un gen (anomenat S) multial·lèlic que es pot manifestar des de la total compatibilitat fins a la incompatibilitat més absoluta. El resultat final és una autoesterilitat de la planta més o menys acusada.
La dicogàmia és una estratègia que fa que estams i carpels d'una mateixa flor madurin en èpoques diferents, de manera que resulta molt difícil l'autopol·linització. En general es desenvolupen abans els estams (proteràndria) i molt més rarament ho fa el gineceu (proterogínia). S'observa sovint en plantes uniflores, o amb inflorescències compactes, i molt menys en inflorescències indefinides i llargues.
Però no sempre és una separació en el temps el que dificulta l'autogàmia; també són habituals fenòmens que es basen en una separació en l'espai. Així, l’hercogàmia és la separació d’estams i pistils dins d'una mateixa flor, o la interposició de parts de la corol·la que impedeixen el trànsit del pol·len a l'estigma. L'hercogàmia, però, sovint ve complementada amb la dicogàmia. La monoècia, o producció de flors unisexuals sobre la mateixa planta, dona lloc a geitonogàmia (en són exemples els gèneres Carex i eufòrbia, entre altres); mentre que la dioècia (flors de sexe diferent situades en peus diferents) comporta forçosament al·logàmia. En cas de dioècia, els individus d'una mateixa espècie es diferencien en peus masculins i peus femenis i es dona, tant en plantes anemòfiles (com Juniperus o Mercurialis) com en entomòfiles (com en Salix).
Un cas força específic és el de l’heterostília, que va ser descrit per Darwin en el gènere Primula. Aquest fenomen implica que en una mateixa població es barregin dues morfologies florals diferents, equilibrades quant a nombre d'individus: plantes amb flors d'estil molt llarg (longistiles) i amb anteres situades a la part superior del tub de la corol·la, i plantes amb flors d'estil curt (brevistiles) i anteres situades a la part inferior del tub. El pol·len recollit en aquelles flors brevistiles es dipositarà més fàcilment a l'estigma de les flors longistiles, i a l’inrevés. Aquest efecte es veu reforçat amb la micromorfologia de l'estigma i dels grans de pol·len (pol·len petit i papil·les estigmàtiques grosses a les flors longistiles, i viceversa). Aquesta diferenciació morfològica, que és controlada genèticament, es tradueix en dues semipoblacions que quasi sempre es pol·linitzen de manera encreuada, amb un tipus de segregació comparable a la sexual. També s'ha observat aquest fenomen en altres gèneres com Limonium, Lythrum i Oxalis, entre d'altres.

## Tipus de pol·linització
La pol·linització pot ser directa quan el pol·len cau al pistil de la mateixa flor; o pot ser encreuada quan el pol·len d'una flor fecunda un òvul d'una altra flor del mateix tipus.
Tot i això la tipologia de la pol·linització ve donada pel mitjà de transport o vector. Els vectors passius (aire i aigua) provoquen pol·linitzacions poc precises, mentre que els vectors actius (animals de diversos grups) fan possibles uns tipus de pol·linització més eficient. Quan una planta té com a vectors tant l'aire com els animals, parlem d'una planta que és anfífil. Habitualment, però, les flors i les inflorescències presenten determinats caràcters adaptatius a les condicions particulars d'un determinat sistema de pol·linització. Aquests caràcters poden ser considerats com una síndrome que permeten endevinar fàcilment el tipus de pol·linització corresponent. Entre els tipus més freqüents trobem: 

### Anemofília
La pol·linització es fa amb l'ajut del vent, (vegeu article principal a anemofília).

### Hidrofília
L'aigua líquida és el vehicle que transporta el pol·len, (vegeu article principal a hidrofília). Aquest és el cas, per exemple, de les plantes aquàtiques com la llentia d'aigua i les del gènere Zostera.

### Entomofília

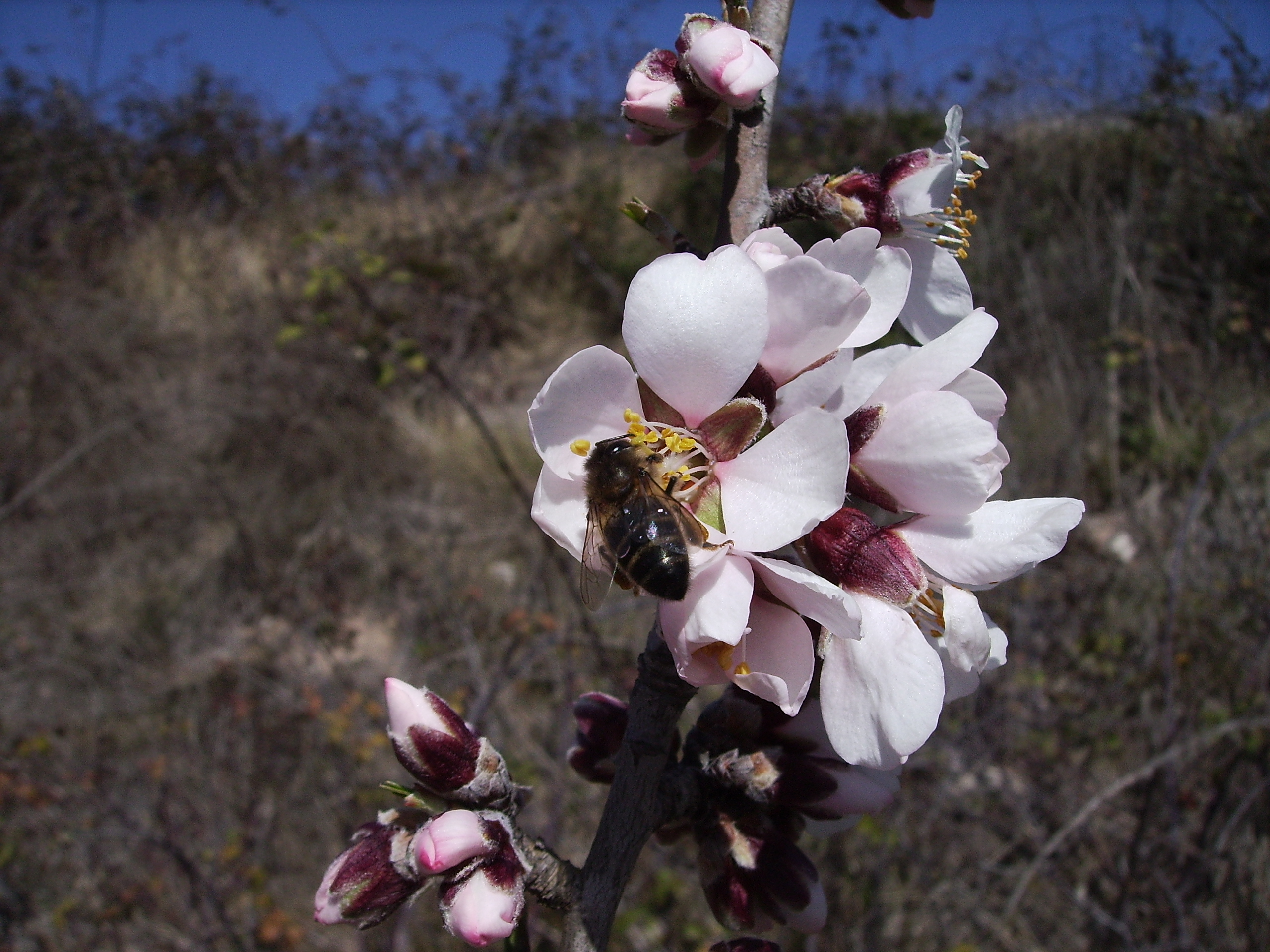
Abella pol·linitzant un ametller

La pol·linització es fa amb la col·laboració dels insectes, els principals pol·linitzadors pertanyen al tipus dels apiformes seguits dels dípters (concentrats en tres famílies:Syrphidae, Bombyliidae i Tachinidae) (vegeu article principal a entomofília).

### Zoofília
La transferència del pol·len es fa gràcies a vertebrats, especialment d'ocells, però també els quiròpters i fins i tot els lèmurs(vegeu article principal a zoofília).
Entre els invertebrats no insectes s'ha senyalat els cargols com pol·linitzadors d'Aspidistra ssp.
La sargantana balear (Podarcis lilfordi) s'ha confirmat (Salvador A. 2009) que, en alimentar-se d'elles, pol·linitza en transportar el pol·len d'espècies com Crithmum maritimum i Euphorbia dendroides.